# Polán
Polán ist ein Dorf und eine zentralspanische Gemeinde (municipio) mit 3.932 Einwohnern (Stand: 2024) in der Provinz Toledo in der Autonomen Gemeinschaft Kastilien-La Mancha.

## Lage
Polán liegt etwa zwölf Kilometer westsüdwestlich von Toledo in der historischen Provinz La Mancha in einer Höhe von ca. 650 m. 
Das Klima im Winter ist rau, im Sommer dagegen trocken und warm; der spärliche Regen (ca. 506 mm/Jahr) fällt überwiegend in den Wintermonaten.

## Bevölkerungsentwicklung
| Jahr      | 1970 | 1981 | 1991 | 2001 | 2011 | 2021 |
| Einwohner | 2545 | 2800 | 3094 | 3349 | 4032 | 3908 |

## Sehenswürdigkeiten
- Reste der alten Burg aus dem 11. Jahrhundert
- Peter-und-Paul-Kirche
- Sebastianuskapelle
- siberisch-/zentralasiatische Völkerkundesammlung

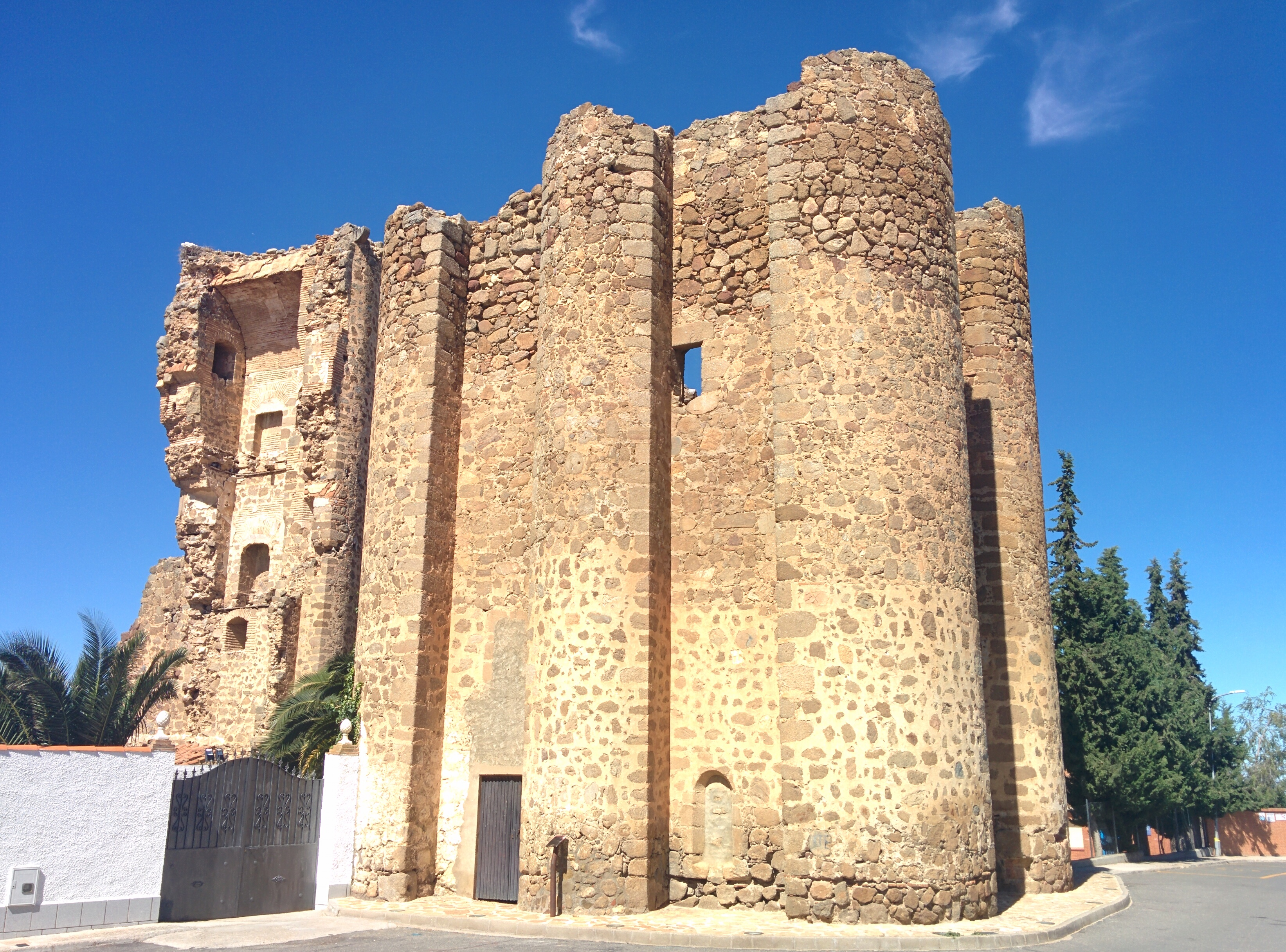
Reste der alten Burg
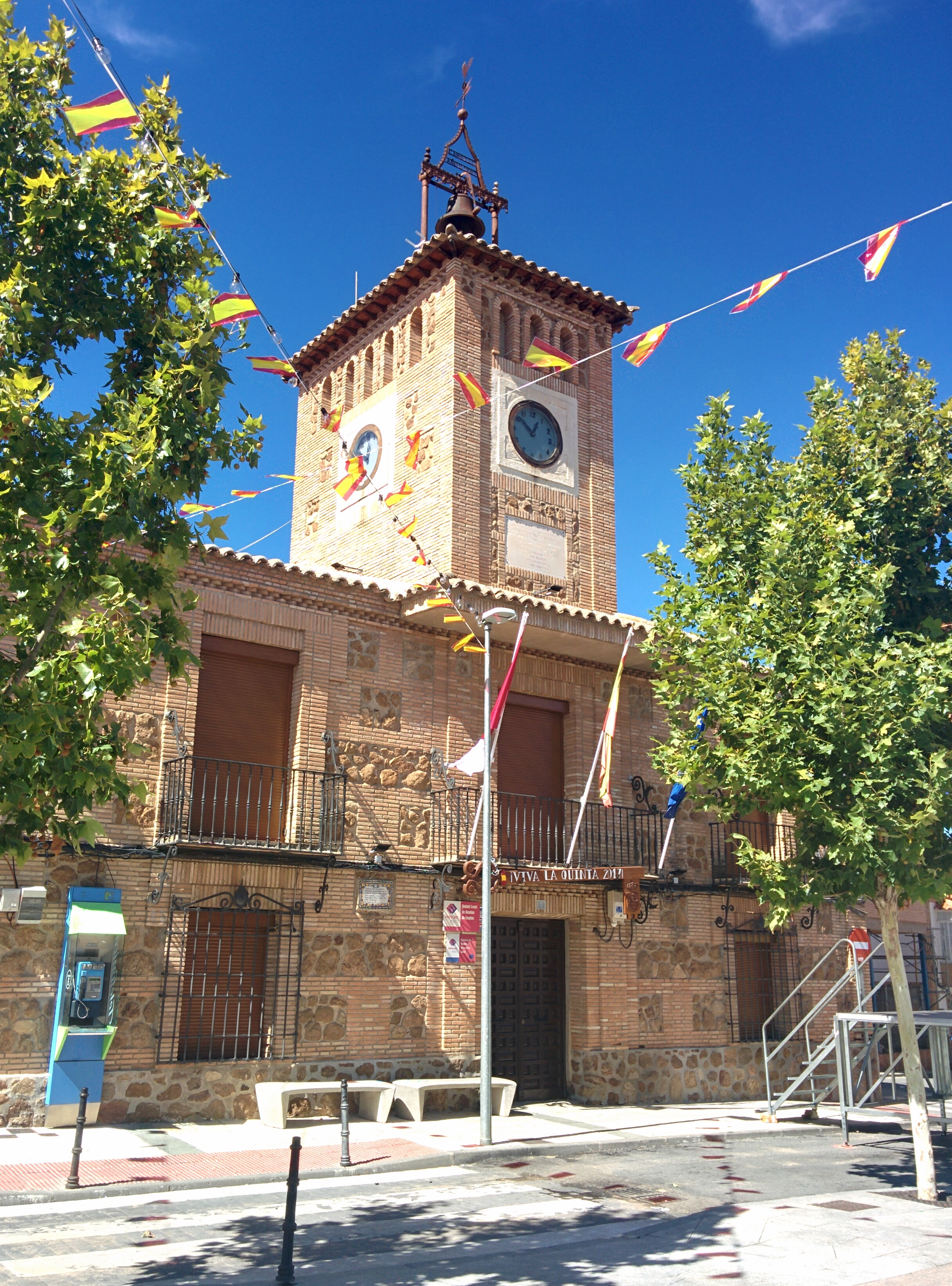
Rathaus

## Persönlichkeiten
- Margarita de Mayo Izarra (1889–1969), Schriftstellerin